# Bhayandar
Bhayandar är en ort i Indien.   Den ligger i distriktet Thane och delstaten Maharashtra, i den västra delen av landet, 1 100 km söder om huvudstaden New Delhi. Bhayandar ligger 9 meter över havet och antalet invånare är 520 301.
Terrängen runt Bhayandar är platt åt nordväst, men åt sydost är den kuperad. Havet är nära Bhayandar västerut. Runt Bhayandar är det mycket tätbefolkat, med 10 000 invånare per kvadratkilometer. Närmaste större samhälle är Thane, 16,5 km sydost om Bhayandar. I omgivningarna runt Bhayandar växer huvudsakligen savannskog.